# فزنا
  فزنا (بالإنجليزية: FEZNA)‏ هي جماعة قروية تابعة لإقليم الرشيدية ضمن جهة مكناس تافيلالت بالمغرب.  بلغ مجموع عدد سكان   فزنا حسب إحصاءات 2004 حوالي 4087  نسمة من بينهم 1 أجنبي يعيشون في  585 أسرة.

## إحصاء عام
| السنة | عدد السكان | عدد الأسر | عدد الأجانب |
| ----- | ---------- | --------- | ----------- |
| 1994  | 4120       | 560       | °°°°        |
| 2004  | 4087       | 585       | 1           |